# Représentation fondamentale
La représentation d'un groupe de Lie ou d'une algèbre de Lie est appelée représentation fondamentale si elle est irréductible, et que son poids le plus haut est un poids fondamental.